# Celleporaria trispiculata
Celleporaria trispiculata is een mosdiertjessoort uit de familie van de Lepraliellidae. De wetenschappelijke naam van de soort is voor het eerst geldig gepubliceerd in 1988 door d'Hondt.